# Ерік Шінеггер
Ерік Шінеггер (нім. Erik Schinegger; нар. 19 червня 1948, Агсдорф, Австрія) — австрійський інтерсексуал та трансгендер. Чемпіон світу 1966 року з швидкісного спуску на лижах серед жінок, коли він ще і сам був жінкою на ім'я Еріка Шінеггер.

## Біографія
Народився в Агсдорфі, Каринтія і виріс та був вихований як дівчина. 1966 року виграв золоту медаль Чемпіонату світу з гірськолижного спорту, від якої відмовився через двадцять років у зв'язку з операцією зі зміни статі.
1967 року під час підготовки до Зимових Олімпійських ігор 1968, медичний тест Міжнародного олімпійського комітету показав, що у Шінеггера були XY хромосоми та внутрішні чоловічі статеві органи, тому він був дискваліфікований. Після цього Шінеггер вирішив жити як чоловік та здійснив трансгендерний перехід, пройшовши медичні процедури. Він змінив ім'я на Ерік, одружився та став батьком.
1988 року разом з Марко Шенцем написав автобіографію «Моя перемога над собою: чоловік, що став чемпіоном світу серед жінок» (нім. Mein Sieg über mich. Der Mann, der Weltmeisterin wurde). 2005 року про нього зняли документальний фільм «Ерік(А)». 1988 року під час шоу на телеканалі ORF, Шінеггер відмовився від своєї золотої медалі 1966 року на користь Маріель Гуашель, яка зайняла тоді друге місце.
Згодом Шінеггер став власником лижної школи для дітей у Каринтії.

## Нагороди
- На виборах 19 грудня 1966 року на звання "Спортсмен року Австрії" Шінеггер посів друге місце після Еммеріха Данцера з 837 очками (18 перших місць) і, таким чином, практично став "Спортсменкою року"; Хайді Ціммерманн посіла третє місце.
- До того, як адаптуватися до чоловічої статі, Ерік Шінеггер зі Спортивного прес-клубу Каринтії двічі (1966, 1967) була найкращою спортсменкою на виборах "Каринтійська спортсменка року".[7]